# Ximena Urbina
María Ximena Urbina Carrasco (Valparaíso, Chile) es una historiadora, profesora y académica chilena cuyo enfoque se orienta a la historia colonial de América Latina y la historia de la cultura.
Se desempeña como docente en el Instituto de Historia de la Pontificia Universidad Católica de Valparaíso (PUCV), su alma mater. Asimismo, ejerce como editora de la revista historiográfica, «Historia 396», ligada a dicha casa de estudios.
Es Miembro de número de la Academia Chilena de la Historia, también ha participado de instancias relacionadas con la divulgación científica en las que, por ejemplo, ha dado a conocer su obra sobre Historia de la Patagonia Occidental u otras regiones en las que se especializa, como Aysén o Chiloé, lugares donde incluso ha hecho seminarios.Asimismo, ha investigado sobre la historia de la arquitectura en Valparaíso
 y también acerca de la piratería en la era del Imperio español.

## Biografía
Nacida en Valparaíso, es hija del historiador Rodolfo Urbina.
A inicios de los 90, Urbina ingresó al Instituto de Historia de la Pontificia Universidad Católica de Valparaíso, donde se recibió como profesora y licenciada en Historia, además de haber rendido el magíster en la misma casa de estudios. Posteriormente realizó un doctorado en la Universidad de Sevilla. Al regreso a Chile, comenzó a trabajar como profesora en su alma mater.
El 9 de abril de 2019 fue admitida oficialmente en la Academia Chilena de la Historia. Asimismo, el 13 de enero de 2020, la Pontificia Universidad Católica de Valparaíso reconoció su excelencia académica.
Urbina logró adjudicarse un proyecto Fondecyt enfocado en el navegante británico-australiano, Phillip Parker King.

## Obras

### Libros
- Los conventillos en Valparaíso, 1880–1920, Ediciones Universitarias de la Pontificia Universidad Católica de Valparaíso (2002).
- La Frontera de Arriba en el Reino de Chile, Centro de Investigaciones Barros Arana, Santiago de Chile (2009).
- Fuentes Para la Historia de la Patagonia Occidental en el periodo colonial, Tomo I (siglos XVI y XVII), Ediciones Universitarias de la Pontificia Universidad Católica de Valparaíso (2014).
- Fuentes Para la Historia de la Patagonia Occidental en el periodo colonial, Tomo II (siglo XVIII), Ediciones Universitarias de la Pontificia Universidad Católica de Valparaíso (2018).[22]

### Artículos
- Los ´papeles de Londres’ y alertas sobre ingleses. Chiloé y las costas de la Patagonia occidental ante los conflictos entre España e Inglaterra durante los siglos XVII y XVIII. Mèlanges de la Casa de Velázquez, Vol. 48, Nº 2, 2018, pp. 235-264.[23]
- La expedición de John Narborough a Chile, 1670: la defensa de Valdivia, los rumores de indios, las informaciones de los prisioneros y la creencia en la Ciudad de los Césares. Magallania, Vol. 45, Nº 2, 2017, pp. 11-36.[24]
- La sospecha de ingleses en el extremo sur de Chile, 1669-1683: actitudes imperiales y locales como consecuencia de la expedición de John Narborough. Magallania, Vol. 44, Nº 1, 2016, pp. 15-40.[25]
- La isla Madre de Dios (costa del Pacífico austral) en los siglos XVII y XVIII circulación de la información e intereses geopolíticos de España e Inglaterra. Vegueta, Nº 17, 2017, pp. 545-567.[26]
- Expedición de Francisco de Clemente y Miró y Luis Lasqueti a la isla Inche, archipiélago de los Chonos, enero a marzo de 1792. Boletín de la Academia Chilena de la Historia, Año LXXXVI, Nº 129, 2020, pp. 407-436.
- Navegaciones por las costas de la Patagonia Occidental Insular en el siglo XVIII. Boletín de la Academia de Historia Naval y Marítima, Nº 24, Año XXIII, 2020, pp. 11-44.
- Del Mar del Sur al estrecho de Magallanes: el primer contacto español con el islario del Pacífico austral, 1553-1558. Boletín de la Academia Chilena de la Historia, Año LXXXV, Nº 128, 2019, pp. 125-160.
- Tres expediciones salidas desde Chiloé a los archipiélagos australes, 1767-1770: el interés de la Metrópoli y la realidad local. Aysenología, Año 5, Nº 7, 2019, pp. 28-36.
- Mundos australes americanos en la Época Moderna. Boletín de la Academia Chilena de la Historia, Año LXXXIV, Nº 127, 2019, pp. 155-181.
- La expedición inglesa al mando de John Narborough con destino al estrecho de Magallanes y al Mar del Sur, 1669-1671. Boletín de la Academia de Historia Naval y Marítima, Nº 22, 2018, pp. 79-96.
- El corsario inglés George Shelvocke en Chiloé, 1719. Revista Fogón, Vol. 1, Nº 2, 2018, pp. 27- 39.
- El significado del estrecho de Magallanes entre los siglos XVI y XVIII y sus efectos en la prefiguración de Aysén. Aysenología, Nº 5, 2018, pp. 43-50.